# Pablo de Fregenal (fray)
Pablo Jerónimo Casquete de Prado, más conocido como fray Pablo Gerónimo o Jerónimo de Fregenal o simplemente fray Pablo de Fregenal (Fregenal de la Sierra –actual provincia de Badajoz–, c. 1632-Sevilla, 1674), fue un monje y misionero capuchino español cuya notable labor evangelizadora se desarrolló principalmente por los antiguos territorios coloniales de Guinea y Sierra Leona.
Entre los escasos datos (a veces, evidentemente erróneos) que se tienen de su vida, cabe resaltar la existencia de un retrato al óleo sobre lienzo de fray Pablo (84,5 x 57,5 cm) conservado en el convento de los capuchinos de Sevilla, bajo el que aparece una cartela con la siguiente inscripción:

V. P. F. Pablo Geronimo de Fregenal. Mis.o App.co en Guinea; desp.es
de hauer Convertido muchos Infieles y Hereges, desp.es de hauer Ba
ptizado muchos Reyes y Prinp.es desp.es de hauer asistido muchos En
fermos apestados. desp.es de hauer sufrido muchas persecucio.es
por el nombre de JESVS expuesto siempre a el Martirio. Murió en
paz y Santam.te en esta su Prov.a Año de 1674.

Hay otro en la hospedería del santuario de la Virgen de los Remedios de Fregenal, según consta en la leyenda:

EL V Pe Fr PABLO GERONIMO CASQUETE, RELIGIOSO CAPUCHINO NATURAL
DE FREGENAL. MISIONERO EN GUINEA, DONDE CONVIRTIO INNUMe-
RABLES GENTES, A PRINCIPES Y REYES, Y MURIO SANTAMENTE.

También se sabe que llegó a escribirse incluso una biografía del religioso, al parecer, perdida durante la invasión francesa de Sevilla en 1810.

## Biografía
Pablo Jerónimo Casquete de Prado nace en el seno de una familia hidalga de Fregenal de la Sierra (Reino de Sevilla) en torno a 1632.
Licenciado en Teología, ingresa en 1657 en el monasterio capuchino de las santas Justa y Rufina de la capital, donde profesa al año siguiente.

### Misionero apostólico en Guinea (1665-c. 1668)
Tiempo atrás, concretamente en 1644, la Sagrada Congregación para la Propagación de la Fe (la conocida Propaganda Fide) les había encomendado a las comunidades capuchinas andaluzas la complicada tarea de evangelizar y pacificar los territorios de Guinea y Sierra Leona, gravemente amenazados por entonces tras el debilitamiento subsiguiente al proceso de independización de Portugal y, sobre todo, a la influencia de los protestantes holandeses, ascendente en la región.
Así, tras el trabajo inicial de algunos grupos de monjes gracias a los cuales se han creado los primeros asentamientos fijos en la zona, en el verano de 1664, zarpa de Cádiz un nuevo contingente de cinco religiosos dirigidos por fray Pablo como prefecto apostólico de la expedición.
Tras un año esperando en Canarias («donde lograron fruto confiderable en las Almas»), finalmente, son los jefes de una escuadra de bajeles de guerra ingleses los que se ofrecen a llevarlos a Guinea, exactamente a Coallas, donde al poco tiempo de llegar se encuentran con que la mayoría de los miembros de la misión han muerto y otros se hallan muy enfermos, por lo que «fe huvieron de reducir à fu Provincia de Andaluzia».
Continúa relatando el padre Anguiano que «viendofe folo», pues, determina recorrer el territorio, convirtiendo a un altísimo número de indígenas de todas las edades (desde reyes hasta esclavos) e incluso a varios ingleses residentes en sus costas, entre los que se menciona especialmente a un capitán que vivía en el reino de Magrabumbo, «que era antes pertinacifsimo y cruel herege».

### Viaje de vuelta a España (c. 1668-1669) y fallecimiento (1674)
Transcurridos unos años sin que llegue ayuda alguna, decide volver a España con la idea de solicitar el envío de nuevos misioneros que prosigan su trabajo, para lo que, nuevamente, ha de recurrir a un barco inglés «que hazia viage para Barbadas [sic]», donde, poco antes de llegar, se ha declarado una grave epidemia de peste:

Quanto hizo, y padeció dicho Padre en efta ocasion, […] no es facil de declarar: porque de dia, y de noche no parava, confeffando à unos, dando el Viatico, y Extrema-Vncion à otros, y a todos ayudándolos à bien morir.

Por tercera vez a bordo de un «navio de hereges Inglefes», llega a Londres, donde, inmediatamente, se le cita para que comparezca ante los miembros de la Real Compañía de Comercio («que es como el Confejo de Hazienda en Efpaña»), a la hora señalada, lo que, a la vista de las persecuciones sufridas en la isla, le hace suponer que va a ser ajusticiado por hereje (en realidad, lo que recibió fue la felicitación «por la mucha caridad que avia tenido en Barbadas con los de fu Nacion»). Sorprendido por tan grato desenlace, referiría más tarde que semejante actitud le hizo sospechar que quienes lo llamaron eran «Catholicos ocultos: porque à no lo ser, parece que no le harian finezas tantas».
En 1669, llega finalmente a España (Madrid), donde permanece unos meses. Falleció en Sevilla en 1674.

## Hemerografía
- Alfaro de Prado Sagrera, Antonio (abr. 2015). «El ilustre frexnense fray Pablo Jerónimo de Fregenal». Fiestas Patronales en honor de Ntra. Sra. Santa María de los Remedios (Fregenal de la Sierra: Asociación y Patronato de Ntra. Sra. Santa María de los Remedios): 53, 55.